# Princip subsidiarity
Subsidiarita (z lat. subsidiaris – pomocný, podpůrný od subsidium – pomoc, podpora) znamená princip subsidiarity, politickou zásadu, podle níž se rozhodování a zodpovědnost ve veřejných záležitostech má odehrávat na tom nejnižším stupni veřejné správy, který je nejblíže občanům. Vyšší úrovně správy mají rozhodovat jen tam, kde si to povaha věci vyžaduje. Například rozhodování o dětských jeslích nebo parku má patřit do kompetence obce, kdežto univerzita nebo dálnice má být v kompetenci kraje nebo státu. Princip subsidiarity je prohloubením myšlenky demokracie, je opakem centralismu a zdůrazňuje decentralizaci a úlohu samospráv.

## Historie
Zásadu rozhodování na nejnižší možné úrovni zmiňuje Aristotelés i Tomáš Akvinský, poprvé se prosadila v reformaci, zejména v presbyteriálních církvích, a roku 1791 byla přijata jako Desátý dodatek Ústavy Spojených států. Nový význam dostala v období hospodářské krize, kdy se přes encykliku Quadragesimo anno (1891/1931, odstavce 79 a 80) stala součástí tzv. sociální nauky katolické církve a tak i součástí politického programu křesťansko-demokratických stran. Podstatně tak přispěla k federalizaci Německa a po druhé světové válce se princip subsidiarity dostal do řady dalších ústav. Uplatnil se při zakládání Evropské unie a je jednou z hlavních zásad Maastrichtské smlouvy z roku 1992, výslovně se uvádí v Lisabonské smlouvě a v dalších dokumentech EU.

## Kritika
Zásadními odpůrci principu subsidiarity byli a jsou zastánci státního centralismu, případně i státního absolutismu (například Carl Schmitt).[zdroj⁠?!]

## Princip subsidiarity v Evropské unii
Ve Smlouvě o Evropské unii se princip subsidiarity definuje jako zásada, že Evropská unie je oprávněna jednat jen tehdy, nelze-li daného cíle dosáhnout efektivněji na jiné úrovni. Konkrétně čl. 5 odst. 3 první pododstavec zní: „Podle zásady subsidiarity jedná Unie v oblastech, které nespadají do její výlučné pravomoci, pouze tehdy a do té míry, pokud cílů zamýšlené činnosti nemůže být dosaženo uspokojivě členskými státy na úrovni ústřední, regionální či místní, ale spíše jich, z důvodu jejího rozsahu či účinků, může být lépe dosaženo na úrovni Unie.“ Bližší podmínky stanoví Protokol o používání zásad subsidiarity a proporcionality připojený ke Smlouvě o EU, který upravuje postup, jakým parlamenty členských států EU kontrolují, zda Unie tuto zásadu neporušuje.

## Subsidiarita trestní represe
Trestní právo má působit jako poslední možnost reakce na společensky nepřijatelné chování, jde o uplatnění principu ultima ratio. Pokud tedy má být reagováno právními prostředky, mají přednost mírnější formy represe, např. posouzení věci jako přestupku. Teprve je-li to nezbytné, nastupuje trestněprávní řešení. V českém právu je tato zásada vyjádřena v § 12 odst. 2 trestního zákoníku: „Trestní odpovědnost pachatele a trestněprávní důsledky s ní spojené lze uplatňovat jen v případech společensky škodlivých, ve kterých nepostačuje uplatnění odpovědnosti podle jiného právního předpisu.“ Jiným právním předpisem je pak míněn zejména zákon o přestupcích.